# 阿氏雙鰭電鰩
阿氏雙鰭電鰩（學名：Narcine atzi），又稱阿氏雙鰭電鱝，為軟骨魚綱電鰩目雙鰭電鰩科雙鰭電鰩屬的一種，被IUCN列為易危保育類動物，分布於西印度洋阿曼灣至孟加拉灣海域，深度可達27公尺，本魚頭部、軀幹和胸鰭連成一體，形成一光滑之圓體盤，兩側通常各具一縱走之皮褶；眼睛小，噴水孔與眼有一定距離，後緣光滑，口小，唇厚，能稍微突出，具強大之唇軟骨，齒細小，上下齒帶寬度近似相等，形狀大致呈圓形，背鰭2個，第一背鰭明顯比第二背鰭更高，位於尾鰭之上，身體背部顏色由許多小黑褐色斑點組成，等於或小於眼睛直徑，頭至胸鰭間有發電器官，體長可達36公分，棲息在沿岸沙泥底質海域，為夜行性底棲性魚類，屬肉食性，體內的發電器官，可能用來防禦或捕食，生活習性不明。